# Австралийские квакши
Австралийские квакши, или литории (лат.  Litoria) — род бесхвостых земноводных из семейства квакш, обитающих в Австралии и Океании.

## Описание
Общая длина представителей этого рода колеблется от 1,6 (Litoria microbelos) до 13,5 (Litoria infrafrenata) сантиметров. По своему строению похожи на представителей родов квакши и Dendropsophus. Отличаются отсутствием пигментации век и горизонтальной радужной оболочкой. Окраска большей частью тёмных цветов с разными оттенками.

## Образ жизни
Встречаются в различных ландшафтах: лесах, полупустынях, холмах. Большинство ведёт наземный образ жизни. Некоторые виды значительную часть жизни проводят на деревьях. Питаются в основном беспозвоночными.

## Размножение
Это яйцекладущие земноводные.

## Распространение
Обитают в Австралии, Новой Гвинее, на Соломоновых островах и Новой Каледонии, в Новой Зеландии, на Молуккских островах и острове Тимор .

## Классификация
На январь 2023 года в род включают 102 вида:
- Litoria adelaidensis (Gray, 1841) — Стройная литория
- Litoria albolabris (Wandolleck, 1911) — Пятнистобрюхая литория
- Litoria amboinensis (Horst, 1883) — Ромбоглазая литория
- Litoria amnicola Richards et al., 2021
- Litoria aplini Richards and Donnellan, 2020
- Litoria angiana (Boulenger, 1915) — Широкомордая литория
- Litoria arfakiana (Peters & Doria, 1878) — Новогвинейская литория
- Litoria aurifera Anstis et al., 2010
- Litoria axillaris Doughty, 2011
- Litoria balatus Rowley et al., 2021
- Litoria becki (Loveridge, 1945) — Горная литория
- Litoria biakensis Gunther, 2006
- Litoria bibonius Kraus & Allison, 2004
- Litoria bicolor (Gray, 1842) — Двухцветная литория
- Litoria bulmeri (Tyler, 1968) — Полосатобокая литория
- Litoria burrowsi (Scott, 1942) — Тасманийская литория
- Litoria capitula (Tyler, 1968) — Молуккская литория
- Litoria chloristona Menzies et al., 2008
- Litoria chloronota (Boulenger, 1911) — Коротконогая литория
- Litoria chrisdahli Richards, 2007
- Litoria christianbergmanni Gunther, 2008
- Litoria congenita (Peters & Doria, 1878) — Баранья литория
- Litoria contrastens (Tyler, 1968) — Красноногая литория
- Litoria cooloolensis Liem, 1974 — Пёстрая литория
- Litoria coplandi (Tyler, 1968) — Каменистая литория
- Litoria darlingtoni (Loveridge, 1945) — Литория Дарлингтона
- Litoria dentata (Keferstein, 1868) — Блеющая литория
- Litoria dorsalis Macleay, 1878 — Литория-малютка
- Litoria dorsivena (Tyler, 1968) — Сосудистая литория
- Litoria electrica Ingram & Corben, 1990
- Litoria eurynastes Menzies, Richards, & Tyler, 2008
- Litoria everetti (Boulenger, 1897) — Тиморская литория
- Litoria ewingii (Dumeril & Bibron, 1841) — Бурая литория
- Litoria fallax (Peters, 1880) — Карликовая литория
- Litoria flavescens Kraus & Allison, 2004
- Litoria freycineti Tschudi, 1838 — Пятнистоногая литория
- Litoria gasconi Richards et al., 2009
- Litoria havina Menzies, 1993
- Litoria hilli Hiaso & Richards, 2006
- Litoria humboldtorum Gunther, 2006
- Litoria inermis (Peters, 1867) — Бородавчатая литория
- Litoria iris (Tyler, 1962) — Радужная литория
- Litoria jervisiensis (Dumeril & Bibron, 1841) — Оранжевоногая литория
- Litoria latopalmata Gunther, 1867 — Перепончатая литория
- Litoria leucova (Tyler, 1968) — Гребнистобрюхая литория
- Litoria littlejohni White, Whitford, & Mahony, 1994
- Litoria lodesdema Menzies, Richards, & Tyler, 2008
- Litoria longicrus (Boulenger, 1911) — Стройноногая литория
- Litoria longirostris Tyler & Davies, 1977 — Длинномордая литория
- Litoria majikthise Johnston & Richards, 1994
- Litoria mareku Gunther, 2008
- Litoria megalops Richards & Iskandar, 2006
- Litoria meiriana (Tyler, 1969) — Крохотная литория
- Litoria microbelos (Cogger, 1966) — Миниатюрная литория
- Litoria micromembrana (Tyler, 1963) — Большеглазая литория
- Litoria modica (Tyler, 1968) — Звонкая литория
- Litoria mucro Menzies, 1993
- Litoria multiplica (Tyler, 1964) — Малоглазая литория
- Litoria mystax (Van Kampen, 1906) — Большеголовая литория
- Litoria nasuta (Gray, 1842) — Остроносая литория
- Litoria nigrofrenata (Gunther, 1867) — Гладкая литория
- Litoria nigropunctata (Meyer, 1875) — Прибрежная литория
- Litoria oenicolen Menzies & Zweifel, 1974 — Шипоногая литория
- Litoria ollauro Menzies, 1993
- Litoria olongburensis Liem & Ingram, 1977
- Litoria pallida Davies, Martin, & Watson, 1983 — Клиноголовая литория
- Litoria paraewingi Watson et al., 1971 — Близнецовая литория
- Litoria peronii (Tschudi, 1838) — Литория Перона
- Litoria personata Tyler, Davies, & Martin, 1978
- Litoria pinocchio Oliver et al., 1993
- Litoria pratti (Boulenger, 1911) — Горно-речная литория
- Litoria pronimia Menzies, 1993
- Litoria prora (Menzies, 1969)
- Litoria pygmaea (Meyer, 1875) — Белопятнистая литория
- Litoria quadrilineata Tyler & Parker, 1974 — Четырёхполосая литория
- Litoria quiritatus Rowley et al., 2021
- Litoria revelata Ingram, Corben, & Hosmer, 1982
- Litoria richardsi Dennis and Cunningham, 2006
- Litoria rivicola (Gunther and Richards, 2005)
- Litoria rothii (De Vis, 1884) — Бледная литория
- Litoria rubella (Gray, 1842) — Пустынная литория
- Litoria rubrops Kraus & Allison, 2004
- Litoria scabra Gunther & Richards, 2005
- Litoria singadanae Richards, 2005
- Litoria spaldingi (Hosmer, 1964)
- Litoria spartacus Richards & Oliver, 2006
- Litoria staccato Doughty & Anstis, 2007
- Litoria timida Tyler & Parker, 1972 — Робкая литория
- Litoria tornieri (Nieden, 1923) — Травяная литория
- Litoria tyleri Martin et al., 1979 — Литория Тайлера
- Litoria umarensis Gunther, 2004
- Litoria umbonata Tyler & Davies, 1983
- Litoria verae Gunther, 2004
- Litoria verreauxii (Dumeril, 1853) — Желтобокая литория
- Litoria viranula Menzies, Richards, & Tyler, 2008
- Litoria vivissimia Oliver, Richards, and Donnellan, 2019
- Litoria vocivincens Menzies, 1972 — Крапчатая литория
- Litoria wapogaensis Richards & Iskandar, 2001
- Litoria watjulumensis (Copland, 1957) — Разноголосая литория
- Litoria watsoni Mahony, et al., 2020
- Litoria wisselensis (Tyler, 1968) — Озёрная литория
- Litoria wollastoni (Boulenger, 1914) — Пегая литория

## Галерея

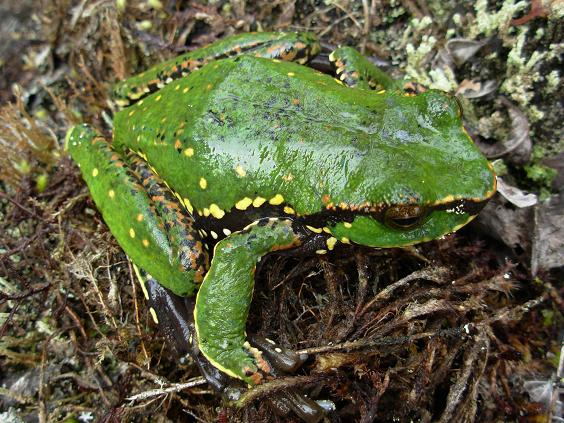
Широкомордая литория
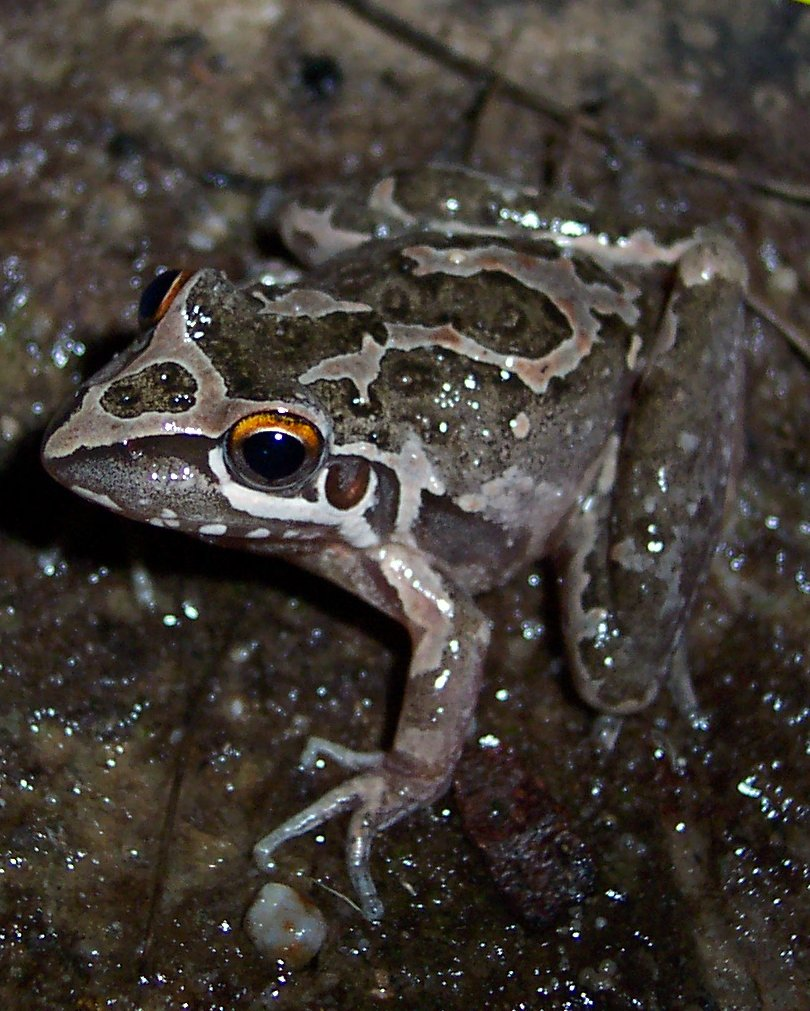
Litoria freycineti
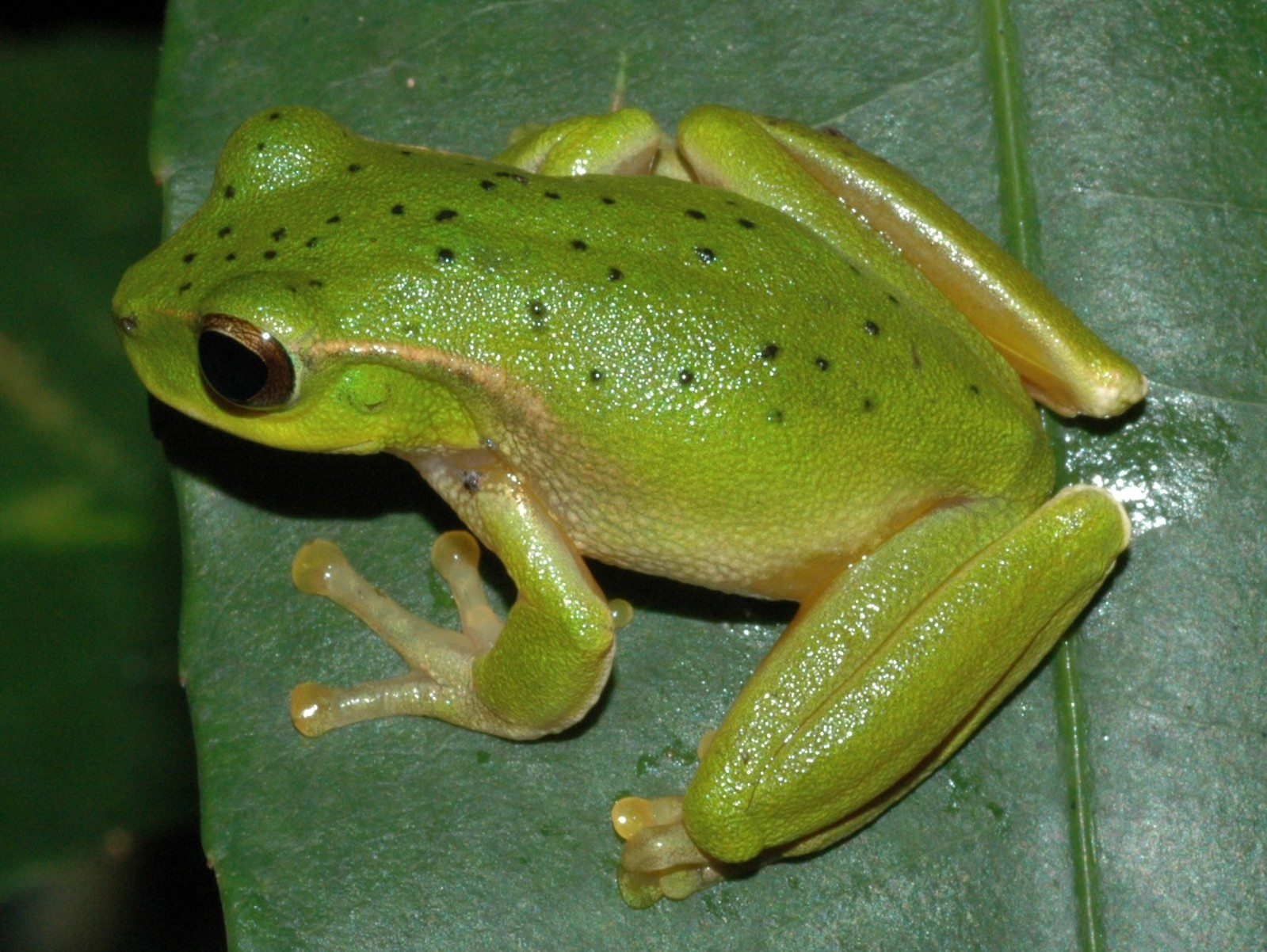
Litoria barringtonensis
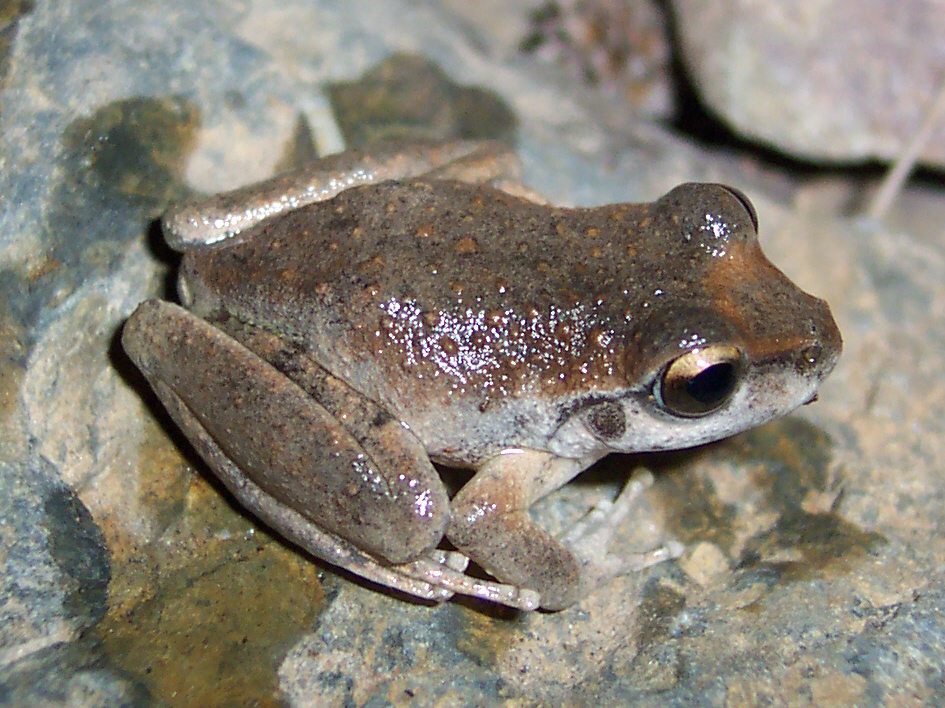
Тусклая литория
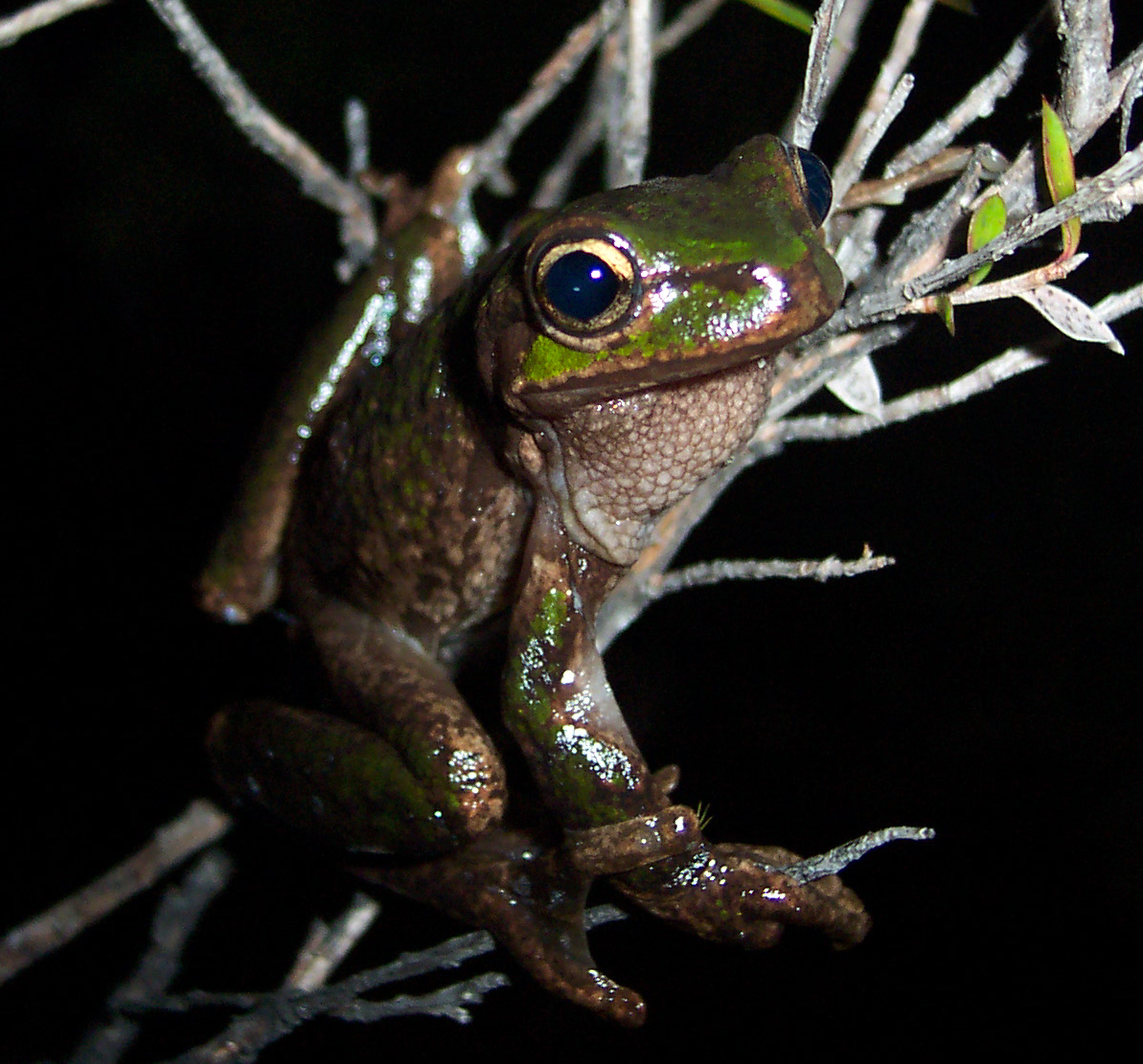
Тасманийская литория
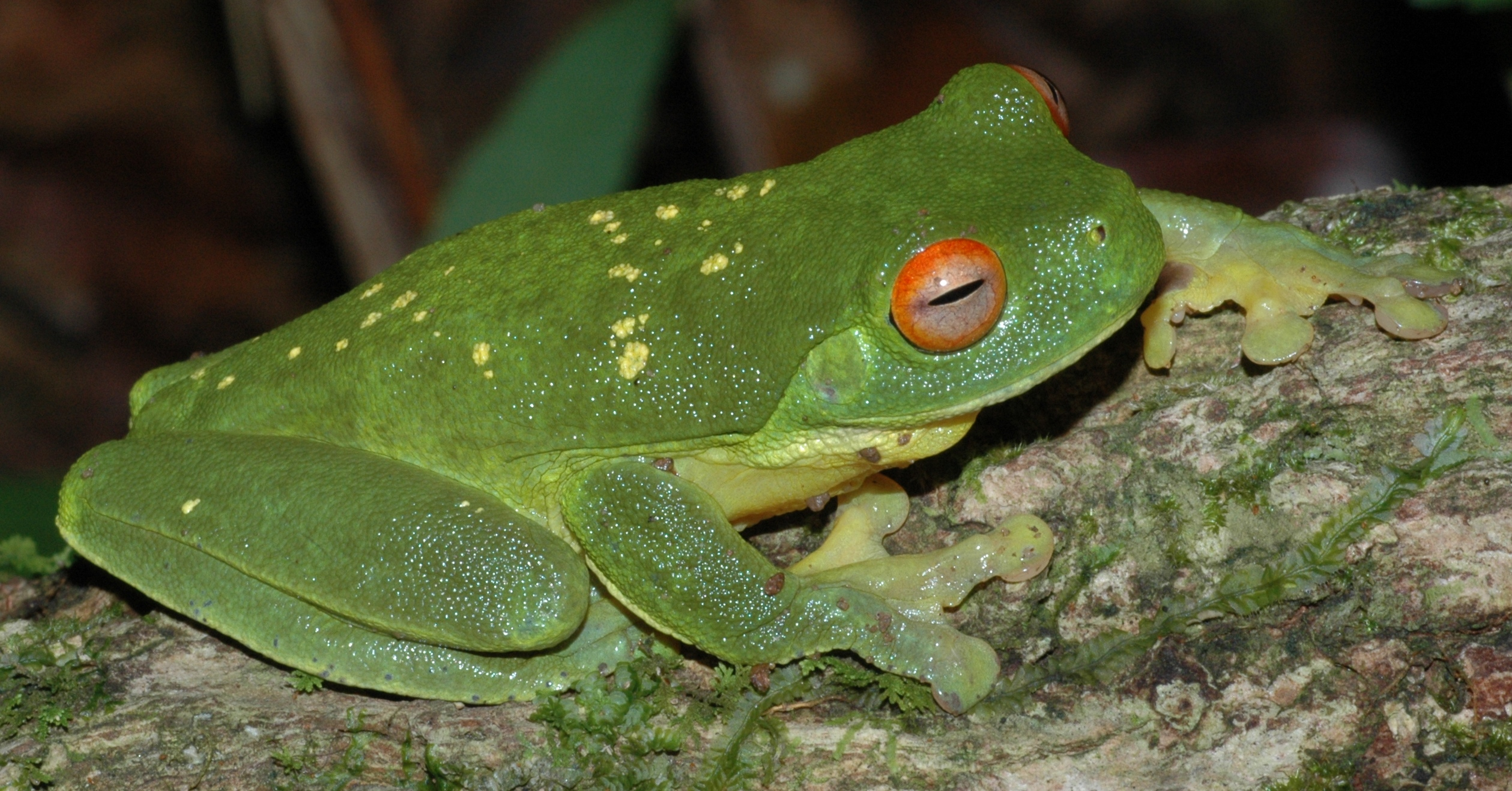
Красноглазая литория
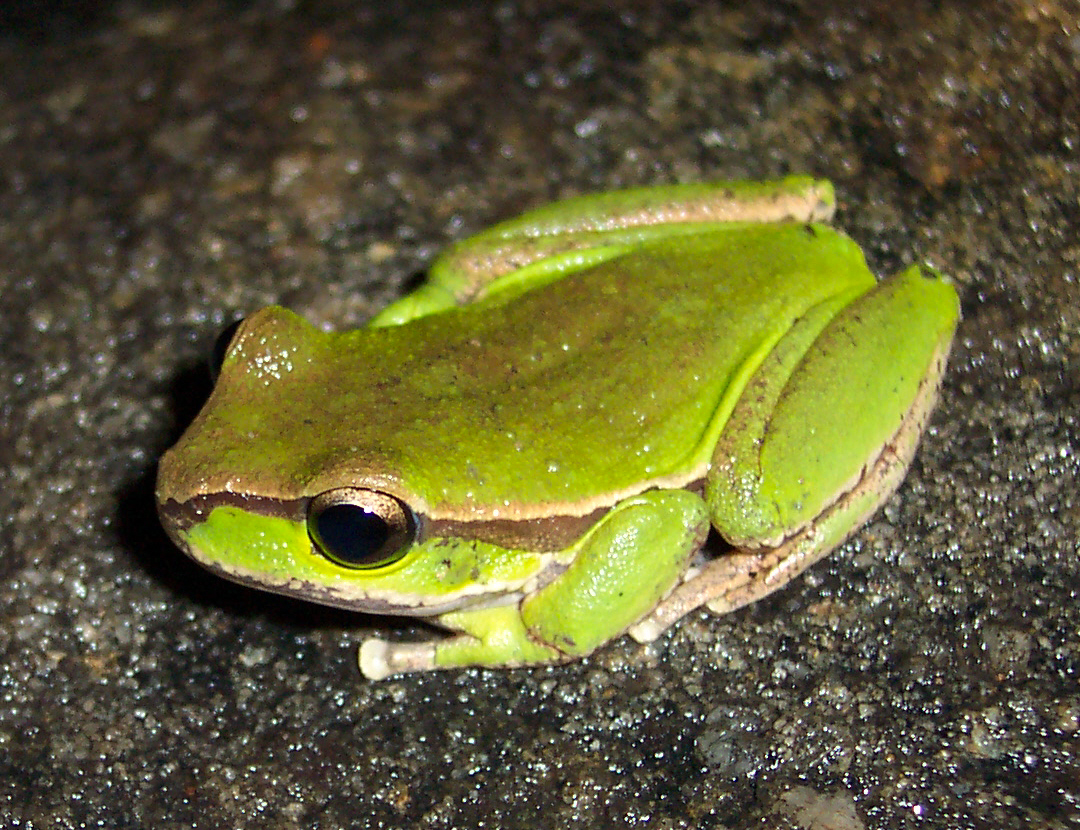
Краснобокая литория
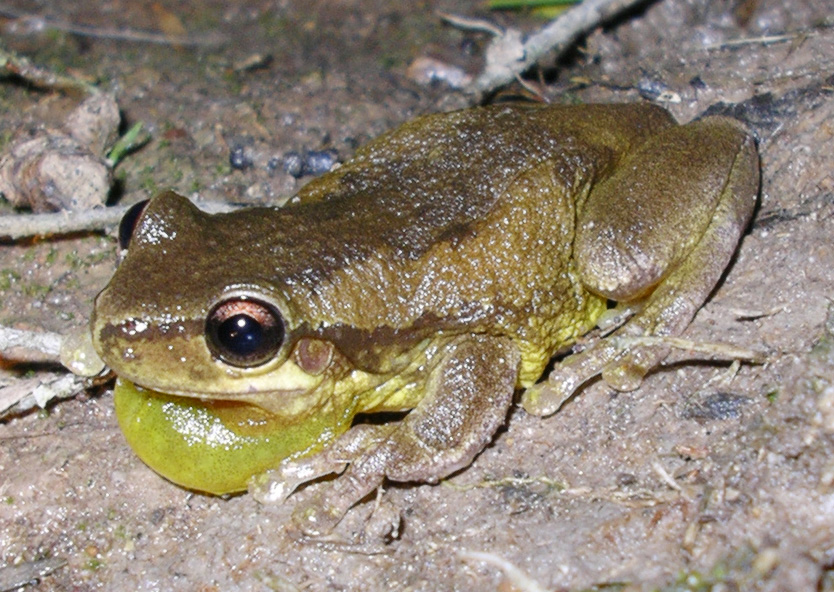
Блеющая литория